# Tu si animum vicisti potius quam animus te est quod gaudens
 Tu si animum vicisti potius quam animus te est quod gaudens  лат. (изговор: ту си анимум цицисти поциус квам анимус те ест квод гауденс). Ако си ти савладао гнев пре него гнев тебе, имаш се зашто радовати. (Плаут )

## Поријекло изреке
Ово је изрекао Тит Макције Плаут (лат. Titus Maccius Plautus), најпознатији писац комедија у римској књижевности (прелаз трећег у други вијек п. н. е.).

## Тумачење
Гнев је деструктиван и чини грешке. Ко савлада сопствени гнев другога је спасао неправде.